# Lena Rice
Helena Bertha Grace »Lena« Rice, irska tenisačica, * 21. junij 1866, Marlhill, Irska, Združeno kraljestvo, † 21. junij 1907, Marlhill.
Med letoma 1989 in 1891 je tekmovala na turnirju za Prvenstvo Anglije in ga osvojila leta 1890, ko je v finalu oz. izzivu prvakinje premagala Blanche Bingley Hillyard brez boja. Umrla je za tuberkuloza stara 41 let.

## Finali Grand Slamov

### Posamično (1)

#### Zmage (1)
| Leto | Turnir            | Nasprotnica v finalu     | Rezultat finala |
| 1890 | Prvenstvo Anglije | Blanche Bingley Hillyard | b.b.            |